# Il vero ispettore Hound
Il vero ispettore Hound (The Real Inspector Hound) è un'opera teatrale di Tom Stoppard, debuttata a Londra nel 1968. Come altre delle prime opere teatrale di Stoppard, tra cui Rosencrantz e Guildenstern sono morti, Il vero ispettore Hound esamina i temi del libero arbitrio e del fato, ricorrendo alla metatrealità come strumento d'indagine. Liberamente ispirata all'esperienze del drammaturgo come critico teatrale a Bristol, la commedia è una parodia dei gialli deduttivi in stile Agatha Christie e segue le vicende di due critici che, mentre recensiscono, cominciano a interagire con gli attori in scena, cambiando radicalmente la trama.

## Trama
Due critici teatrali si incontrano in platea mentre aspettano l'inizio di uno spettacolo. Moon è stato mandato a teatro all'ultimo minuto per sostituire il suo capo Higgs, mentre Birdboot sembra essere sentimentalmente interessato a una delle attrici, pur essendo sposato. Il dramma inizia ed è ambientato nella residenza di campagna di Lady Muldoon, una mattina di primavera. Quando il sipario si alza, un corpo giace riverso sul palco. La cameriera entra nella stanza e, senza vedere il corpo, accende la radio, che dà l'annuncio che la polizia è sulle tracce di un pericoloso assassino, avvistato nella palude intorno alla magione. Intanto Simon, un misterioso giovanotto che si è appena trasferito in zona, arriva a casa di Lady Muldoon e si scopre che ha lasciato Felicity Cunningham (interpretata dall'attrice su cui Birdboot ha messo gli occhi) per la sua amica Cynthia Muldoon, la padrona di casa. Anche il maggiore Magnus Muldoon, cognato di Cynthia, è innamorato della padrona di casa, ma i convenevoli sono interrotti dall'arrivo dell'ispettore Hound, mandato dalla polizia per trovare e fermare il pericoloso ricercato. Solo all'arrivo dell'ispettore la famiglia nota il cadavere e i residenti vengono divisi in gruppi per esplorare la magione; Simon rimane da solo con il cadavere e, proprio mentre sta per riconoscere la vittima, viene ucciso con un colpo alle spalle.
Annoiati dalla trama banale, Moon e Birdboot continuano a parlare tra loro per l'intera durata dello spettacolo. Moon è consumato dalla gelosia professionale per Higgs, mentre Birdboot è stregato dall'attrice che interpreta Felicity, di cui è follemente innamorato e per la quale ha lasciato la moglie. Mentre i due parlano, il telefono in scena continua a suonare incessantemente e, infastidito, Moon sale sul palco per rispondere. Con grande sorpresa di tutti, al telefono c'è Myrtle, la moglie di Birdboot, che vuole parlare con il marito. Dopo aver parlato con la moglie, Birdboot riaggancia e la pièce ricomincia prima che lui abbia lasciato il palco, rimanendo così bloccato nella finzione scenica. I personaggi del dramma, infatti, lo scambiano per Simon e Birdboot è costretto ad interpretare il ruolo fino alla fine, che comprende la sua inevitabile uccisione quando riconosce nel cadavere a terra quello di Higgs, il capo di Moon. Moon allora sale anche lui sul palco per interpretare l'ispettore Hound, ma il maggiore Magnus lo accusa di essere lui l'assassino, dato che sa che lui non è il vero ispettore Hound. Moon allora cerca di fuggire, ma il maggiore gli spara. Mentre Moon muore sul palco, Magnus rivela di essere non solo il vero ispettore Hound, ma anche il marito scomparso di Cynthia, Albert, sparito misteriosamente dieci anni prima. Ma Moon in realtà riconosce nel maggiore Puckeridge, un critico teatrale che ora riceverà un'eccellente promozione, visto che sia Higgs che Moon sono fuori dai giochi.

## Storia degli allestimenti
L'opera debuttò al Criterion Theatre di Londra nel giugno 1968, con la regia di Robert Chetwyn e un cast che comprendeva Richard Briers (Moon), Ronnie Barker (Birdboot) e Robin Ellis (Simon Gascoyne). La commedia fu accolta positivamente e viene messa in scena frequentemente nel Regno Unito. Nel 1985 Stoppard stesso diresse una replica de Il vero ispettore Hound al Royal National Theatre di Londra, con un coro d'attori prestigioso che annoverava Ian McKellen (Hound), Roy Kinnear (Birdboot), Claire Moore (Felicity Cunningham), Jonathan Hyde (Maggiore Magnus), Edward Petherbridge (Moon) e Greg Hicks (Simon Gascoyne). Nel 1992 Il vero ispettore Hound debuttò a Broadway, dove rimase in cartellone al Criterion Center Stage Right per 61 repliche in repertorio con The Fifteen Minute Hamlet. Jane Summerhays interpretava Cynthia e Simon Jones ricopriva il ruolo di Moon. L'opera è stata messa in scena anche in Italia, sia a livello professionale che amatoriale.